# Batrachidea inermis
Batrachidea inermis är en insektsart som beskrevs av Morgan Hebard 1923. Batrachidea inermis ingår i släktet Batrachidea och familjen torngräshoppor. Inga underarter finns listade i Catalogue of Life.